# Taenioides
Taenioides es un género de peces de la familia de los Gobiidae en el orden de los Perciformes.

## Especies
Las especies de este género son:
- Taenioides anguillaris (Linnaeus, 1758)
- Taenioides buchanani (F. Day, 1873)
- Taenioides caniscapulus Roxas & Ablan, 1938
- Taenioides cirratus (Blyth, 1860)
- Taenioides eruptionis (Bleeker, 1849)
- Taenioides esquivel J. L. B. Smith, 1947
- Taenioides gracilis (Valenciennes, 1837)
- Taenioides jacksoni J. L. B. Smith, 1943
- Taenioides kentalleni Murdy & J. E. Randall, 2002
- Taenioides limicola C. L. Smith, 1964
- Taenioides mordax (De Vis, 1883)
- Taenioides nigrimarginatus Hora, 1924
- Taenioides purpurascens (De Vis, 1884)